# 千葉県を舞台とした作品一覧
千葉県を舞台とした作品一覧（ちばけんをぶたいとしたさくひんいちらん）では、千葉県をモチーフまたはロケ地とした小説、映画、漫画、アニメ作品等を記述する。

## 文芸

### 古典
物語・風土記等
- 更級日記（菅原孝標女）
- 将門記（不明）
- 将門一代記（野崎文蔵・一盛斎芳直）
- 源平闘諍録
- 房総治乱記 - 上総国
- 国府台戦記（不明）
- 狗日記（松平容保）

歌舞伎
- 与話情浮名横櫛（三代目瀬川如皐） - 木更津市

#### 講談
- 天保水滸伝 - 旭市

読本
- 南総里見八犬伝（曲亭馬琴） - 安房国
- 雨月物語（上田秋成）の「浅茅が宿」 - 下総国葛飾郡真間郷
- 忠孝潮来府志 - 下総国
- 東海道中膝栗毛（十返舎一九） - 下総国
- 佐倉義民伝 - 下総国

### 小説
- 青の時代（三島由紀夫） - 木更津市
- 青べか物語（山本周五郎） - 浦安市
- 悪魔の口笛（高木彬光）
- 稲の旋律（旭爪あかね）
- 内房線の猫たち 移設里見八犬伝（西村京太郎）
- 神戸中禅寺湖殺人ライン（石川真介）…北総佐原
- 海が見える家 逆風（はらだみずき）- 南房総
- 海のほとり（芥川龍之介） - 一宮町
- 永遠の出口（森絵都）
- 沖の権左（志坂圭）
- 己が罪（菊池幽芳）
- おれは一万石（千野隆司）
- 岳物語（椎名誠）
- 神を信ぜず BC級戦犯の墓碑銘（岩川隆） - 香取市
- 蟹（河野多惠子） - 外房
- 君と奏でるポコアポコ ―船橋市消防音楽隊と始まりの日―（水生欅） - 船橋市
- 君に恋をするなんてありえないはずだった（筏田かつら）
- 原子炉の蟹（長井彬）
- 今昔百鬼夜行拾遺 合羽（京極夏彦）
- 大河への道～伊能忠敬物語～（立川志の輔） - 香取市
- 舘山寺心中殺人事件（木谷恭介）
- 死の棘（島尾敏雄） - 佐倉市、成田市
- 坂の上の雲（司馬遼太郎） - 習志野市
- 里見義暁（小川由秋）
- 事件待ち（伊兼源太郎）
- 自転車少年記―あの風の中へ（竹内真）
- 十万分の一の偶然（松本清張） - 君津市神野寺
- 縮図（徳田秋声） - 千葉市
- 白い手（椎名誠） - 千葉市
- 絡新婦の理（京極夏彦） - 興津町
- 真実一路（山本有三） - いすみ市
- スチュワーデス物語（深田祐介）- 成田空港
- 外房線 60秒の罠（西村京太郎）
- 銚子電鉄六・四キロの追跡（西村京太郎） - 銚子電鉄
- 月のしずく(浅田次郎) -市原市
- Dの複合（松本清張）
- 電車を止めるな! - 呪いの6.4km -(寺井広樹)-銚子市
- 天下の旗に叛いて結城氏朝・持朝（南原幹雄）
- 東京八景（太宰治） - 船橋市
- 逃亡刑事（中山七里）
- 童謡（川端康成） - 船橋市
- 十津川警部 わが愛する犬吠の海（西村京太郎）
- トップスチュワーデス物語（深田祐介）- 成田空港
- 成田空港空白の殺人ダイヤ（本岡類）
- 成田空港殺人事件（福本和也）
- 日蓮（川口松太郎）
- 日蓮（大弗次郎）
- 日蓮（山岡荘八）
- 贄門島（内田康夫）
- 虹の岬の喫茶店（森沢明夫）
- ニューロマンサー（ウィリアム・ギブスン） - 千葉市
- 人間失格（太宰治） - 船橋市
- 野菊の墓（伊藤左千夫） - 松戸市
- 花見川のハック（稲見一良） - 千葉市
- 微笑（近藤啓太郎）　- 鴨川市
- 陽だまりの彼女（越谷オサム） - 松戸市・鎌ケ谷市
- 美爆音！ぼくらの青春シンフォニー　習志野高校吹奏楽部の仲間たち（オザワ部長） - 習志野市
- ふなふな船橋(吉本ばなな) - 船橋市
- 房総の列車が停まった日（西村京太郎）
- 房総・武蔵野殺人ライン（深谷忠記）
- 北斗の人（司馬遼太郎） - 松戸市
- 放浪記（林芙美子）
- みかづき （森絵都）- 八千代市
- 岬にての物語（三島由紀夫） - 勝浦市鵜原
- 宮本武蔵（吉川英治） - 船橋市
- めくら草紙（太宰治） - 船橋市
- 妄想（森鷗外）
- 連環（松本清張） - 鋸山
- 和解（志賀直哉） - 我孫子市
- 湾岸道路（片岡義男） - 千葉市
- 魔球 (東野圭吾)
- 私をくいとめて（綿矢りさ）

### ライトノベル
- 俺の妹がこんなに可愛いわけがない（伏見つかさ） - 千葉市
- シークレット・ハニー（深見真） - 船橋市
- どうでもいい 世界なんて -クオリディア・コード-（渡航）
- 秘神黙示ネクロノーム（朝松健）
- ぼくらは鉄道に乗って（三輪裕子）- いすみ市大原、いすみ鉄道
- やはり俺の青春ラブコメはまちがっている。（渡航） - 千葉市
- よもぎばあちゃん（長崎源之助） - 銚子
- ロウきゅーぶ!（蒼山サグ）

### 絵本・童話
- 出発進行!里山トロッコ列車 小湊鉄道沿線の旅（かこさとし）
- ベロ出しチョンマ(斎藤隆介) - 千葉市
- れっしゃがとおります（岡本雄司）

## 漫画
- ああっ女神さまっ（藤島康介）
- 青のオーケストラ（阿久井真） - 千葉市・松戸市[1]
- あしたの今日子さん（いわさきまさかず） - 柏市
- あっちこっち（異識）
- アフロ田中シリーズ（のりつけ雅春）
- 甘く危険なナンパ刑事（西森博之）
- あんころ。 〜船橋若松1丁目は馬優先〜（万乗大智）
- 一騎当千（塩崎雄二） - 木更津市
- うちの大家族（重野なおき） - 千葉市花見川区
- 海辺の叙景（つげ義春） - いすみ市
- 浦安鉄筋家族（浜岡賢次） - 浦安市[2]
- うさうさにゃんにゃん（吉本蜂矢） - 柏市
- エリートヤンキー三郎（阿部秀司）
- ANGEL VOICE（古谷野孝雄）
- エンブリヲ（小川幸辰）
- 王様のホームタウン (原秀則)
- オーレ!（能田達規） - 上総市（架空の地名）[2]
- おはようKジロー（水島新司）
- 俺たちの戦いはこれからだ（武藤村石） - 市川市
- 俺の妹がこんなに可愛いわけがない - 千葉市
- 女地球人リンコ（吉本蜂矢） - 柏市
- 会計チーフはゆ〜うつ（おーはしるい） - 松戸市
- 風のシルフィード（本島幸久）
- カブのイサキ（芦奈野ひとし）
- カメレオン（加瀬あつし） - 松戸市
- 空手バカ一代（梶原一騎・つのだじろう） - 鴨川市（清澄山）[3]
- 関東平野（上村一夫） - 匝瑳郡[4]
- キガタガキタ! 〜「恐怖新聞」より〜（原作・つのだじろう、漫画・西条真二）
- 球世主!!（原作・ましま蒼樹、作画・はたのさとし） - 流山市
- 球道くん（水島新司） - 浦安市[2]
- 今日から俺は!!（西森博之） - 般橋・野津田・津谷(それぞれ船橋、津田沼、谷津を文字った架空都市)
- クズとメガネと文学少女（偽）（谷川ニコ） - 千葉市・習志野市
- Good Morning ティーチャー（重野なおき） - 千葉市花見川区
- 県立海空高校野球部員山下たろーくん（こせきこうじ） - 千葉県野球場
- サポルト! 木更津女子サポ応援記（高田桂） - 木更津市
- しゃにむにGO（羅川真里茂）
- 庶民御宿（つげ義春） - 房総半島
- すすめ!!パイレーツ（江口寿史）[2]
- ストッパー毒島（ハロルド作石） - 千葉ロッテマリーンズ
- ゼロセン（加瀬あつし）
- 大正処女御伽話（桐丘さな） - 佐倉市
- 大河への道（柴崎侑弘） - 香取市
- ツマヌダ格闘街（上山道郎） - 妻沼田市（架空の地名）
- でじぱら（髙木信孝）
- 鉄子の旅
- デビューマン（吉本蜂矢） - 柏市
- 天の神話 地の永遠 - 第10話「ひとかたの夢」（赤石路代）
- 特攻天女（みさき速）
- となりの山田さん（古閑裕一郎）
- 泣くようぐいす（木多康昭） - 幕張
- ナンバMG5（小沢としお）
- ナンバデッドエンド（小沢としお）
- 西部田村事件（つげ義春） - 大多喜町
- 猫の手貸します!（さんりようこ）
- ねじ式（つげ義春） - 太海漁港
- 八犬伝（碧也ぴんく） - 安房国
- ハンザスカイ（佐渡川準）
- 半熟革命（槇村さとる）
- バンビ〜ノ!（せきやてつじ）
- 番長連合（阿部秀司）
- ひとには、言えない。（さんりようこ）
- B型H系（さんりようこ）
- BE FREE!（江川達也）
- BiNGO!（松村努）
- 火ノ丸相撲（川田）
- V8キッド（もとはしまさひで） - チバラギ共和国（架空の地名）
- 普通の女子校生が【ろこどる】やってみた。（小杉光太郎）
- ボールパークでつかまえて!（須賀達郎） - 千葉市美浜区[5]
- ぼくの村の話（尾瀬あきら） - 成田市
- ポンチョ（立沢克美）
- マイスター（加地君也）
- 幕張（木多康昭）
- 幕張サボテンキャンパス（みずしな孝之）
- 本気！(立原あゆみ) 船橋市
- Mr.釣りどれん（とだ勝之）
- 無敵看板娘（佐渡川準）
- 名門!第三野球部（むつ利之）
- ヤナガオート（梅澤功二朗）
- やなぎ屋主人（つげ義春）
- U-31（原作・綱本将也、作画・吉原基貴）
- 4年1組起立!（浜岡賢次） - 浦安市
- 弱虫ペダル（渡辺航）[2]
- 私がモテないのはどう考えてもお前らが悪い!（谷川ニコ）

## テレビアニメ
- アクションヒロイン チアフルーツ - 大多喜町・いすみ市・千葉県庁
- あっちこっち - 千葉市
- ATRI -My Dear Moments- - 銚子市
- アパシー・シリーズ
- アマガミSS - 銚子市
- いわかける
- ウマ娘 プリティーダービー - 中山競馬場（また3期9話では千葉県の多くの観光地が登場する）
- 浦安鉄筋家族 - 浦安市
- 俺の妹がこんなに可愛いわけがない - 千葉市
- おはよう!スパンク
- きんいろモザイク - 習志野市・佐倉市・御宿海岸・勝浦海中公園
- グリーングリーン
- ゴジラ S.P ＜シンギュラポイント＞
- THE八犬伝
- セイレン - 銚子市
- ゼーガペイン - 舞浜
- 戦翼のシグルドリーヴァ - 館山市
- だがしかし - 富津市・千葉市・鋸南町
- 地球防衛家族 - 船橋市
- 超普通県チバ伝説
- デンキ街の本屋さん - 市川駅
- 天使の3P! - 船橋市
- のんのんびより[6]
- BPS バトルプログラマーシラセ - 習志野市
- 普通の女子校生が【ろこどる】やってみた。 - 流山市
- プラネテス - 九十九里浜
- マイアミ☆ガンズ

- 無敵看板娘
- バディ・コンプレックス - 習志野市
- 僕だけがいない街 - 船橋市
- やはり俺の青春ラブコメはまちがっている。 - 千葉市
- 弱虫ペダル - 佐倉市
- 輪廻のラグランジェ - 鴨川市
- ロウきゅーぶ! - 松戸市・鎌ケ谷市
- 吾輩は犬である ドン松五郎の生活
- 私がモテないのはどう考えてもお前らが悪い! - 千葉市
- ワンダーエッグ・プライオリティ-印西市

## テレビドラマ
- エ・アロール（2003年、TBS） - 柏市（設定は東京・銀座の高級老人ホーム）
- オイシーのが好き!（1989年、TBS） - 松戸市、東京都内
- 帰郷（2011年、TBS） - 市川市行徳
- 木更津キャッツアイ（2002年、TBS） - 木更津市
- コーチ（1996年、フジテレビ） - 銚子市周辺
- コード・ブルー -ドクターヘリ緊急救命-（2008年-2010年、フジテレビ） - 印西市
- コールセンターの恋人（2009年、テレビ朝日） - 勝浦市
- さわやか3組（第1期1987年、第8期 1994年、第16期 2002年）、富津市、木更津市、銚子市。
- 17才-at seventeen-（1994年、フジテレビ）- 小湊鉄道
- ショムニ （第1期1998年、第2期2000年、ファイナル2002年、フジテレビ） - 千葉市美浜区幕張新都心周辺
- スチュワーデス物語（1983年-1984年、TBS） - 成田市周辺
- 大地の子（1995年、NHK） - 君津市（ロケ地）、木更津市（ドラマでの設定）
- 大空港（1978年、フジテレビ） - 成田市（新東京国際空港など）
- 太陽と海の教室（2008年、フジテレビ） - 銚子市、船橋市、市川市
- 任侠ヘルパー（2009年、フジテレビ） - 千葉県内各地
- 花盛り!ハナマン柏独身寮（フジテレビ「夢で逢えたら」内のコントドラマ） - 柏市
- ビーチボーイズ（1997年、フジテレビ） - 館山市・鋸南町
- 弁護士 灰島秀樹（2006年、フジテレビ）
- 鳳神ヤツルギシリーズ（2011年-、チバテレ） - 木更津市
- ぼくらの勇気 未満都市（1997年、日本テレビ） - 千葉市美浜区幕張新都心周辺
- 澪つくし（1985年、NHK） - 銚子
- ライスカレー(1986年､フジテレビ）-銚子
- みかづき （2019年、NHK） - 八千代市
- やっぱり猫が好き（1988年、フジテレビ） - 浦安市→千葉市幕張周辺
- ゆっくりおダイエット（1994年、NHKドラマ新銀河） - 柏市、東京都内

## 映画
- アインシュタインガール（2005年） - 佐倉市ユーカリが丘
- 雨の翼（2008年） - 千葉市美浜区
- 伊能忠敬 -子午線の夢-（2001年） - 香取市
- アンダンテ 〜稲の旋律〜（2010年） - 横芝光町
- ウォーターボーイズ（2001年） - 鴨川市・鴨川シーワールド
- うなぎ（1997年） - 香取市
- 海を感じる時（2014年） - 館山市
- 乙女のゐる基地（1945年） - 銚子市
- 上島ジェーン（2009年）
- 宇宙怪獣ガメラ（1980年） - 鴨川市
- 男はつらいよ 花も嵐も寅次郎（1982年）
- 男はつらいよ 望郷篇（1970年）
- 風が通り抜ける道（2024年/沖縄県後援）
- ガメラ対深海怪獣ジグラ（1971年） - 鴨川市
- カルテット!（2011年）
- 木更津キャッツアイ 日本シリーズ（2003年） - 木更津市
- 木更津キャッツアイ ワールドシリーズ（2002年） - 木更津市
- きみと、波にのれたら （2019年） - 銚子市・一宮町・千葉ポートタワー
- キングコング対ゴジラ（1962年） - 松戸市
- ゴジラvsメカゴジラ（1993年） - 美浜区海浜幕張地区（幕張新都心）
- ゴジラ×メカゴジラ（2002年） - 館山市
- ゴジラ2000 ミレニアム（1999年） - 千葉市・幕張ベイエリア
- 子連れ殺人拳（1976年） - 九十九里浜
- 座頭市物語（1962年） - 旭市・東庄町（下総飯岡・笹川）
- 指導物語（1941年） - 習志野市
- ジュブナイル（2000年） - 飯岡町・九十九里周辺
- 青春の殺人者（1976年） - 成田市・市原市
- ソラからジェシカ（2011年） - 成田市
- 大河への道（2022年） - 香取市
- 体操しようよ（2018年） - 館山市・南房総市
- 第八空挺部隊 壮烈鬼隊長（1963年） - 習志野市
- 電車男（2005年） - 印西市・北総鉄道線沿線
- 電車を止めるな!（2020年） - 銚子市
- 天国までの百マイル（2000年） - 鴨川市
- 東京リベンジャーズ （2021年） - 八千代市 （千葉県立八千代西高等学校）
- トリック劇場版2（2006年）
- ぬくもりの内側（2022年） - 鴨川市・勝浦市・銚子市・君津市・大多喜町・いすみ市・南房総市
- 花の大障碍（1959年） - 中山競馬場
- ファンキーハットの快男児 二千万円の腕（1961年）
- 福田村事件（2023年） - 野田市
- ベースボールキッズ（2003年）
- 北京的西瓜（1989年） - 船橋市
- 星になった少年（2005年） - 東金市
- 僕だけがいない街（2016年） - 船橋市
- ぼくらの七日間戦争 （1988年） - 館山市
- ポストマン（2008年） - 房総半島
- 右向け左!自衛隊へ行こう（1995年）
- メイン・テーマ（1984年）
- 夕の江の街に（2012年）
- Shall we ダンス?（1996年） - 白井市
- ファーストミッション（2022年） - 船橋市

## 楽曲
県民歌については「千葉県民歌」を、各市町村が定める公的な市町村歌については千葉県の市町村歌一覧を参照。

### 童謡
- 母さんたずねて - 大多喜町
- 里の秋 - 山武市
- 証城寺の狸囃子 - 木更津市
- 月の沙漠 - 御宿町
- 浜千鳥 - 南房総市

### 童歌
- かごめかごめ - 野田市

### 歌謡曲
- 都部（いちぶ）ふぶく（ヌンチャク） - 我孫子市
- 稲毛海岸（seewees） - 千葉市
- We LOVE MALINES -　千葉ロッテマリーンズ
- 浦安の黒ちゃん（長渕剛） - 浦安市
- お富さん（春日八郎）　- 木更津市
- 親子三代千葉おどり(都はるみ)　- 千葉県全域
- 想い出の九十九里浜（Mi-ke） - 九十九里浜
- ONJUKU-OUHARA-TAITOU抜けて（TUBE）
- KASHIWAマイラブ〜ユーミンを聴きながら（爆風スランプ） - 柏市
- 風の交差点-柏ラブソング-（オオゼキタク） - 柏市
- 北ウイング（中森明菜） - 成田国際空港
- 九十九里浜（カオマイルド）
- 恋の九十九里浜〜あなたのうそがVALENTI〜（Beach） - 九十九里浜
- 国道16（Something ELse） - 柏市
- 國道127號線の白き稲妻(氣志團)  -内房地域
- 誘われて九十九里（ムーディー長妻） - 九十九里浜
- サマーFM（GLAY） - 千葉市/稲毛海岸・海浜幕張
- シーサイド・ばいばい（木更津キャッツアイ feat. MCU） - 木更津市
- 千葉市、若葉区、6時30分。（Plastic Tree） - 千葉市
- 千葉、心つなげよう
- 千葉心中 - 千葉市
- DRIVE-IN THEATERでくちづけを（福山雅治） - 九十九里浜
- TRON岬（パール兄弟） - 千葉市
- 中の島大橋ブルーズ（氣志團） - 木更津市
- NARITA発（チェウニ） - 成田国際空港
- ひまわりのうた ―柏Street Live ver.―（Something ELse） - 柏市
- 僕が生まれた街（奥華子）
- マリンに集う我ら 千葉ロッテマリーンズ
- 矢切の渡し（ちあきなおみ、細川たかし、他） - 松戸市

### 楽劇・ミュージカル
- 龍の雨（青島広志） - 印旛地方
- 優しい龍の物語（市民ミュージカル） - 栄町

## 絵画
富岳三十六景（葛飾北斎）
- 登戸浦 - 千葉市
- 上総ノ海路 - 市原市

富士三十六景（歌川広重）
- 下総小金原 - 松戸市
- 房州保田海岸 - 鋸南町

利根川名所百景
- 塩焼き小屋周辺之図 - 市川市

江戸名所図会（斎藤月岑、長谷川雪旦）
- 国府台断岸之図 - 市川市
- 勝間田の池附近の図 - 船橋市

江戸近郊八景之内（歌川広重）1838年頃
- 行徳帰帆 - 市川市

名所江戸百景（歌川広重）
- 堀江猫実 - 浦安市
- 利根川ばらばら松 - 浦安市
- 真間の紅葉手古那 - 市川市
- 鴻の台利根川風景 - 市川市

諸国勝景（三代広重）
- 下総利根川之図 - 市川市

成田名所図会（長谷川雪堤ほか）
- 野馬捕り之風景 - 松戸市

成田土産名所尽（三代広重）1890年
- 市川のわたし - 市川市
- 行徳新河岸市川 - 市川市
- 船橋驛大神宮 - 船橋市
- ならし野松原 旧小金原 - 船橋市
- 大和田驛朝立之図 - 八千代市
- うす井 印旛沼の景佐倉市
- 佐くらの入口 かしま橋 - 佐倉市

大日本国郡名所（歌川貞秀）
- 佐倉（佐倉市）

六十余州名所図会（歌川広重）
- 下総銚子の浜外浦 - 銚子市

その他
- 総房海陸勝景奇覧（葛飾北斎、1791年-1804年） - 千葉県各地
- 北条九代記鴻之台合戦（錦朝楼芳虎、1852年） - 市川市
- 下総舟橋大神宮 - （二代広重、1854年） - 船橋市
- 下総国金椙御滝山不動堂之図（落合芳幾、作成年不明）
- 日本武将祖神関東三社眺望勝景（歌川貞秀、1864年） - 香取市周辺
- 従上総下総海辺富士遠望（歌川国輝、1868年） - 千葉県各地
- 利根川東岸一覧（歌川貞秀、1868年） - 市川市・浦安市
- 大調練天覧之図（歌川国輝、1874年） - 船橋市
- 油絵・稲毛海岸（ジョルジュ・ビゴー、1882年）
- 松戸驛舟橋行列之図（東洲勝月、1889年）
- 海の幸（青木繁、1904年） - 館山市布良

## ラジオドラマ
- 風のあと咲き（NHK-FM、FMシアター ）
- 木更津花街草子（NHK-FM 、FMシアター）
- レールバイク（NHK-FM、FMシアター）